# Каскејд (Монтана)
Каскејд (енгл. Cascade) град је у америчкој савезној држави Монтана.

## Демографија
По попису из 2010. године број становника је 685, што је 134 (-16,4%) становника мање него 2000. године.
| Група             | 2000.       | 2010.       |
| Белци             | 793 (96,8%) | 639 (93,3%) |
| Афроамериканци    | 3 (0,4%)    | 0 (0,0%)    |
| Азијати           | 0 (0,0%)    | 0 (0,0%)    |
| Хиспаноамериканци | 6 (0,7%)    | 17 (2,5%)   |
| Укупно            | 819         | 685         |